# 21 juillet 1995
Le vendredi 21 juillet 1995 est le 202e jour de l'année 1995.

## Naissances
- Branco van den Boomen, footballeur néerlandais
- Fabien Kazarine, joueur professionnel de hockey sur glace français
- Hind Ben Abdelkader, joueuse de basket-ball belge
- Luke Woodland,  footballeur international philippin
- Natalia Lukhanina, joueuse ukrainienne de volley-ball
- Zac Williams, cycliste néo-zélandais

## Décès
- Guillaume Dika Betote Akwa . (né le 27 janvier 1933), anthropologue, historien, juriste et homme politique camerounais
- Elleston Trevor (né le 17 février 1920), écrivain britannique
- Genevieve Tobin (née le 29 novembre 1899), actrice américaine
- Hans Helmut Christmann (né le 28 août 1929), linguiste, romaniste, médiéviste et historien des sciences allemand
- Heinrich Dumoulin (né le 31 mai 1905), théologien allemand
- Paul Noterdaeme (né le 14 octobre 1929), ambassadeur belge

## Événements
- Découverte des astéroïdes (12401) Tucholsky et (19263) Lavater
- Sortie de la console Virtual Boy
- Sortie des jeux vidéo :
  - Akumajō Dracula X: Chi no rondo
  - Castlevania: Vampire's Kiss
  - Galactic Pinball
  - King's Field II
  - Mario's Tennis
  - Teleroboxer
  - Theme Park

- sortie de l'album Elliott Smith